# Reagill
Reagill – przysiółek w Anglii, w Kumbrii, w dystrykcie (unitary authority) Westmorland and Furness, W civil parish Crosby Ravensworth. Posiada 4 wymienionych budynków, w tym Garden Structure 50 Metres South of Yew Tree Farmhouse, Garden Structure South East of Yew Tree Farmhouse, Reagill Grange i Village Hall. Znajduje się 15,5 km od Penrith.